# Addis Abebe
Addis Abebe (ur. 5 września 1970) – były etiopski lekkoatleta, długodystansowiec.

## Sukcesy
- 2 medale Mistrzostw Świata Juniorów w Lekkoatletyce (Sudbury 1988; bieg na 5000 metrów – brąz, bieg na 10 000 metrów – złoto)
- brązowy medal podczas Igrzysk olimpijskich (bieg na 10 000 metrów Barcelona 1992)
- 1. miejsce na Pucharze Świata (bieg na 10 000 m Hawana 1992)
- 3 medale Mistrzostw Afryki w lekkoatletyce (złoto – bieg na 10 000 m Lagos 1989, srebro – bieg na 5000 m Lagos 1989 oraz brąz – bieg na 10 000 m Kair 1990)
- liczne medale Mistrzostw świata w biegach przełajowych:
  - złoty (indywidualnie) i srebrny (w drużynie) w kategorii juniorów (Stavanger 1989)
  - 3 srebrne medale (w drużynie) w kategorii seniorów (Aix-les-Bains 1990, Antwerpia 1991, Amorebieta-Etxano 1993)
  - brąz (drużynowo, seniorzy) (Budapeszt 1994)

## Rekordy życiowe
- Bieg na 10 000 metrów - 27:17,82 (1989)